# Puchar Niemiec w piłce nożnej (1938)
Puchar Niemiec w piłce nożnej mężczyzn 1938 lub Puchar Tschammera 1938 – 4. edycja rozgrywek mających na celu wyłonienie zdobywcy Pucharu Niemiec. Trofeum wywalczył Rapid Wiedeń. Finał został rozegrany na Stadionie Olimpijskim w Berlinie.

## Plan rozgrywek
Rozgrywki szczebla centralnego składały się z 7 części:
- Pierwsza runda: 27 sierpnia – 11 września 1938 roku
- Druga runda: 11–25 września 1938 roku
- Trzecia runda: 9 października 1938 roku
- Ćwierćfinał: 6–27 listopada 1938 roku
- Półfinał: 11 grudnia 1938 roku
- Finał: 8 stycznia 1939 roku na Stadionie Olimpijskim w Berlinie

## Pierwsza runda
Mecze zostały rozegrane w okresie 27 sierpnia – 11 września 1938 roku.
| Drużyna 1               | Wynik      | Drużyna 2                    |
| ----------------------- | ---------- | ---------------------------- |
| Hanau 93                | 0:4        | VfB Mühlburg                 |
| VfB Peine               | 2:1        | Hamburger SV                 |
| VfB Stuttgart           | 7:1        | Karlsruher Phönix            |
| Neumeyer Nürnberg       | 4:2        | Stuttgarter Kickers          |
| CSC 03 Kassel           | 0:1        | FSV Frankfurt                |
| BC Hartha               | 4:1        | Sportfreunde Klausberg       |
| Polizei Lübeck          | 2:4        | Fortuna Düsseldorf           |
| Opel Rüsselsheim        | 2:1        | Alemannia Aachen             |
| Brandenburger SC Süd 05 | 3:0        | MTV Pommerensdorf            |
| Stettiner SC            | 1:1 (dog.) | Yorck Boyen Insterburg       |
| Polizei Berlin          | 2:3        | Vorwärts-Rasensport Gleiwitz |
| SV Dessau 05            | 2:1        | SV BEWAG Berlin              |
| Rot-Weiss Essen         | 5:1        | FC St. Pauli                 |
| SpVgg Röhlinghausen     | 1:2        | Werder Brema                 |
| SV Jena                 | 1:2        | Hertha BSC                   |
| Waldhof Mannheim        | 4:0        | Borussia Fulda               |
| SSV Velbert             | 1:3        | Grün-Weiss Eschweiler        |
| Westfalia Herne         | 5:1        | Sportfreunde Katernberg      |
| Victoria Hamburg        | 4:2        | Schalke Gelsenkirchen        |
| Eintracht Frankfurt     | 1:2        | TSV 1860 Monachium           |
| Freiburger FC           | 3:1        | Hannover 96                  |
| Preußen Greppin         | 0:13       | Dresdner SC                  |
| Beuthen 09              | 3:2        | Berliner SV 92               |
| SV Steinheim            | 2:3 (dog.) | 1. FC Nürnberg               |
| 1.SSV Ulm 1928          | 3:2        | SpVgg Fürth                  |
| Blau-Weiss Lindenthal   | 1:7        | VfR Mannheim                 |
| Bayern Monachium        | 7:0        | Union Böckingen              |
| Borussia Dortmund       | 1:2        | Phönix Lübeck                |
| Arminia Bielefeld       | 5:1        | Holstein Kilonia             |
| Blau-Weiss Berlin       | 5:1        | TSV Swinemünde               |
| Riesaer SV              | 2:1        | Wacker Tegel                 |
| Hindenburg Allenstein   | 2:0        | Preussen Danzig              |

### Mecze przełożone
| Drużyna 1              | Wynik | Drużyna 2    |
| ---------------------- | ----- | ------------ |
| Yorck-Boyen Insterburg | [ 1 ] | Stettiner SC |

## Druga runda
Mecze zostały rozegrane w okresie 11–25 września 1938 roku.
| Drużyna 1                    | Wynik | Drużyna 2               |
| ---------------------------- | ----- | ----------------------- |
| VfB Mühlburg                 | 6:1   | VfB Peine               |
| VfB Stuttgart                | 2:1   | Neumeyer Nürnberg       |
| FSV Frankfurt                | 3:1   | BC Hartha               |
| Fortuna Düsseldorf           | 7:1   | Opel Rüsselsheim        |
| Yorck-Boyen Insterburg       | 1:4   | Brandenburger SC Süd 05 |
| Vorwärts-Rasensport Gleiwitz | 2:1   | SV Dessau 05            |
| Werder Brema                 | 2:3   | Rot-Weiss Essen         |
| Hertha BSC                   | [ 2 ] | Hindenburg Allenstein   |
| Grün-Weiss Eschweiler        | 1:2   | Waldhof Mannheim        |
| Westfalia Herne              | 5:1   | Victoria Hamburg        |
| TSV 1860 Monachium           | 3:1   | Freiburger FC           |
| Dresdner SC                  | 10:1  | Beuthen 09              |
| 1. FC Nürnberg               | 2:1   | SSV Ulm 1928            |
| VfR Mannheim                 | 2:1   | Bayern Monachium        |
| Phönix Lübeck                | 3:2   | Arminia Bielefeld       |
| Blau-Weiss Berlin            | 3:1   | Riesaer SV              |

## Trzecia runda
Mecze zostały rozegrane 9 października 1938 roku.
| Drużyna 1               | Wynik | Drużyna 2                    |
| ----------------------- | ----- | ---------------------------- |
| FSV Frankfurt           | 3:1   | Fortuna Düsseldorf           |
| Waldhof Mannheim        | 6:0   | Westfalia Herne              |
| VfB Mühlburg            | 2:1   | VfB Stuttgart                |
| TSV 1860 Monachium      | 3:0   | Dresdner SC                  |
| Brandenburger SC Süd 05 | 0:1   | Vorwärts-Rasensport Gleiwitz |
| 1. FC Nürnberg          | 1:0   | VfR Mannheim                 |
| Rot-Weiss Essen         | 3:0   | Hertha BSC                   |
| Blau-Weiss 90 Berlin    | 1:0   | Phönix Lübeck                |

## Ćwierćfinały
Mecze zostały rozegrane w okresie 6–27 listopada 1938 roku.

### Niemieckie eliminacje
| Drużyna 1                    | Wynik      | Drużyna 2          |
| ---------------------------- | ---------- | ------------------ |
| Waldhof Mannheim             | 3:2 (dog.) | Rot-Weiss Essen    |
| Blau-Weiss 90 Berlin         | 1:2        | TSV 1860 Monachium |
| FSV Frankfurt                | 3:1        | VfB Mühlburg       |
| Vorwärts-Rasensport Gleiwitz | 2:4        | 1. FC Nürnberg     |

### Austriackie eliminacje
| Drużyna 1     | Wynik | Drużyna 2          |
| ------------- | ----- | ------------------ |
| Vienna Wiedeń | 6:0   | Admira Wiedeń      |
| Rapid Wiedeń  | 5:1   | Austro Fiat Wiedeń |
| Wiener SC     | 1:0   | Wacker Wiedeń      |
| Grazer SC     | 3:2   | Austria Wiedeń     |

| Drużyna 1          | Wynik      | Drużyna 2     |
| ------------------ | ---------- | ------------- |
| 1. FC Nürnberg     | 3:1        | Vienna Wiedeń |
| Waldhof Mannheim   | 2:3        | Rapid Wiedeń  |
| TSV 1860 Monachium | 1:2 (dog.) | FSV Frankfurt |
| Wiener SC          | 6:1        | Grazer SC     |

## Półfinały
Mecze zostały rozegrane w okresie 11 grudnia 1938 roku.
| Drużyna 1     | Wynik | Drużyna 2      |
| ------------- | ----- | -------------- |
| Rapid Wiedeń  | 2:0   | 1. FC Nürnberg |
| FSV Frankfurt | 3:2   | Wiener SC      |

## Finał
| 8 stycznia 1939 | FSV Frankfurt · Dosedzal 17' | 1:31:0Raport | Rapid Wiedeń · 80' Schors · 85' Hofstätter · 90' Binder | Stadion Olimpijski, Berlin Widzów: 40 000 Sędzia: Fritz Rühle (Merseburg) |
|                 |                              |              |                                                         |                                                                           |

| FSV FRANKFURT: |   |                       |
|                |   |                       |
| BR             | 1 | Hans Wolf             |
| OB             |   | Willy May             |
| OB             |   | Heinrich Schweinhardt |
| PO             |   | Arthur Böttgen        |
| PO             |   | Heinrich Dietsch      |
| PO             |   | Fritz Fend            |
| NA             |   | Bubi Armbruster       |
| NA             |   | Karl Heldmann         |
| NA             |   | Franz Dosedzal        |
| NA             |   | Franz Faust           |
| NA             |   | Heini Wörner          |
| Trener:        |   |                       |
| Martin Eiling  |   |                       |

| RAPID WIEDEŃ:  |   |                   |
|                |   |                   |
| BR             | 1 | Rudolf Raftl      |
| OB             |   | Heribert Sperner  |
| OB             |   | Rudolf Schlauf    |
| PO             |   | Franz Wagner      |
| PO             |   | Johann Hofstätter |
| PO             |   | Stefan Skoumal    |
| NA             |   | Franz Hofer       |
| NA             |   | Georg Schors      |
| NA             |   | Franz Binder      |
| NA             |   | Wilhelm Holec     |
| NA             |   | Hans Pesser       |
| Trener:        |   |                   |
| Leopold Nitsch |   |                   |

| Puchar Niemiec w piłce nożnej 1938 Zwycięzcy |
| -------------------------------------------- |
| Rapid Wiedeń 1. Tytuł                        |

## Statystyki
Najlepsi strzelcy
| Piłkarz        | Gole | Zespół            |
| -------------- | ---- | ----------------- |
| Helmut Schön   | 10   | Dresdner SC       |
| Franz Dosedzal | 5    | FSV Frankfurt     |
| Franz Faust    | 5    | FSV Frankfurt     |
| Herbert Pohl   | 5    | Dresdner SC       |
| Willi Schmidt  | 5    | Neumeyer Nürnberg |
| Georg Schors   | 5    | Rapid Wiedeń      |
| Oskar Siffling | 5    | Waldhof Mannheim  |
| Otto Siffling  | 5    | Waldhof Mannheim  |